# رنو مگان
رنومگان (به فرانسوی: Renault Mégane) خودرویی است که توسط شرکت رنو فرانسه تولید می‌شود. طرح اولیه این خودرو در سال ۱۹۸۸ توسط شرکت رنو ارائه گردید. 
- رنو در نامگذاری خودروهایش معمولاً از واژه‌های فرانسوی با معنی دلنشین استفاده می‌کند:  
   - مگان (Mégane) شکل مؤنث "mégan" به معنای **"نازنین" یا "جذاب" می باشد
نسل اول این خودرو با نام Mégane I در سال ۱۹۹۵ به بازار عرضه شد. در سال ۲۰۰۲ نسل دوم این خودرو با نام Mégane II جایگزین نسل اول گردید. شرکت رنو در ۴ اکتبر ۲۰۰۸ نسل سوم مگان با نام Mégane III در نمایشگاه بین‌المللی اتومبیل موندیال پاریس پرده برداری نمود. در سال ۲۰۱۶ هم نسل چهارم آن با نام Mégane IVمعرفی شد.
مگان در ابتدا در کلاس کلاسیک سالن ساخته شد و تا سال ۱۹۹۹ مدل کوپه و کوپه کروکی آن نیز وارد بازار گردید. تا سال ۲۰۰۳ مدل‌های سدان، استیشن واگن آن نیز ساخته شد.

## رنو مگان نسل اول (۱۹۹۵–۲۰۰۲)

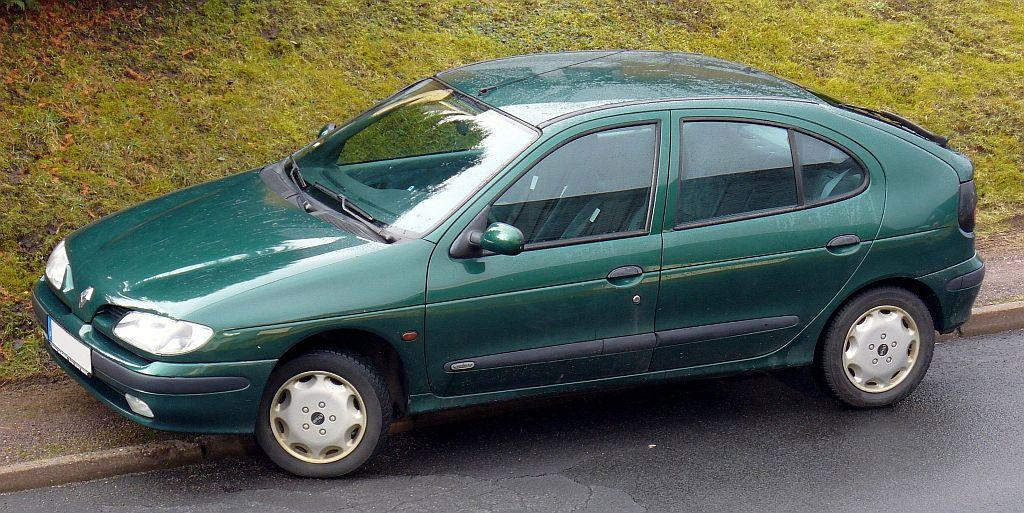
رنو مگان نسل اول

نسل اول این خودرو در سال ۱۹۹۵ به عنوان جایگزین رنو ۱۹ به بازار عرضه شد و تا سال ۲۰۰۲ میلادی نیز در خط تولید قرار داشت. این خودرو به نمونه‌ای نسبتاً موفق تبدیل و در کشورهایی نظیر ترکیه، آرژانتین، کلمبیا و اندونزی نیز مونتاژ گردید. این خودرو توانست در اروپا به فروش خوبی برسد. تولید این خودرو در سال ۲۰۰۲ متوقف شد و مگان نسل دوم جایگزین آن شد.

## رنو مگان نسل دوم (۲۰۰۲–۲۰۰۸)

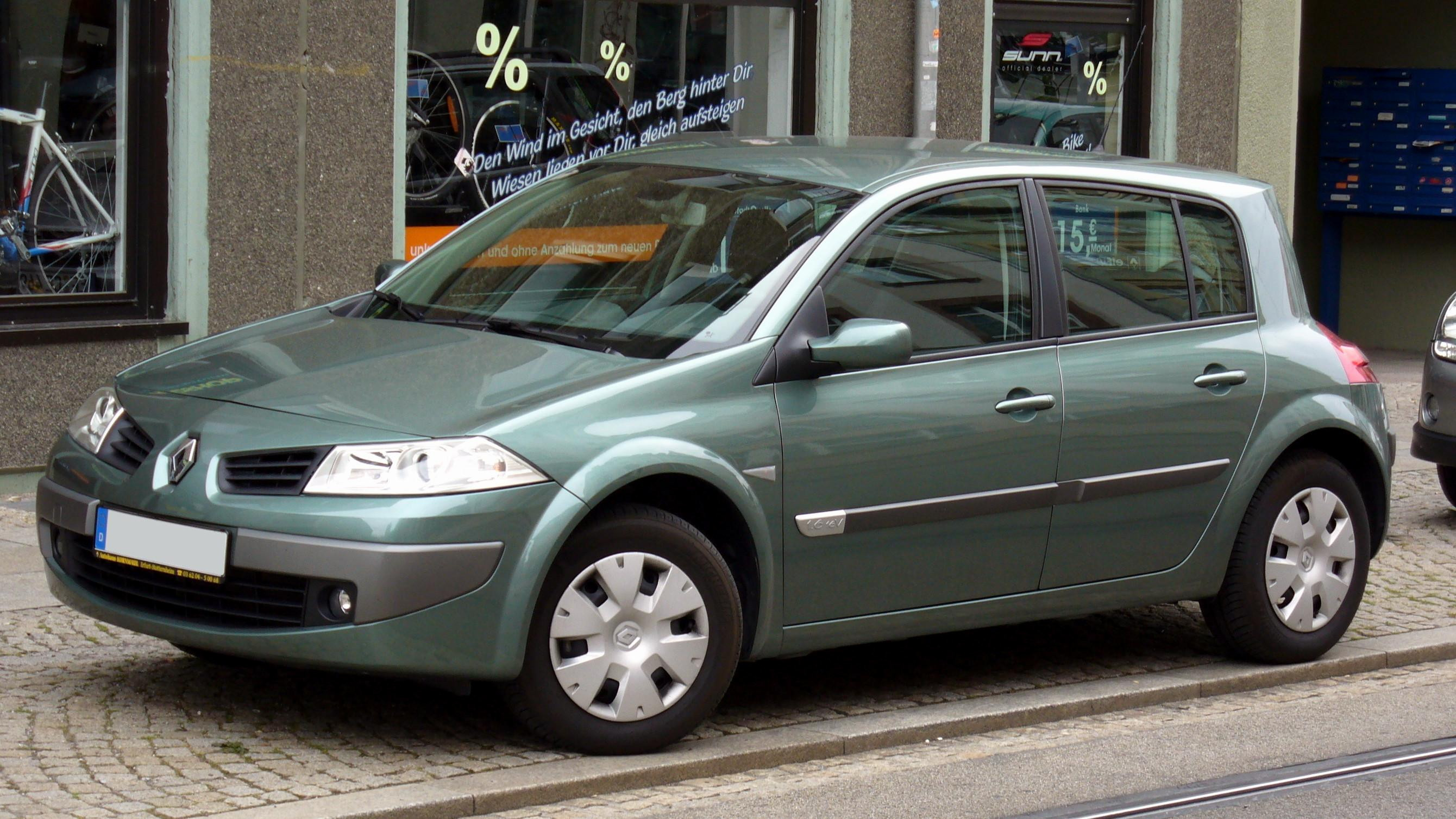
رنو مگان نسل دوم هاچ‌بک

نسل دوم رنو مگان در واقع مدل توسعه یافته‌ای از نسل اول این خودرو می‌باشد، که توسعه اصلی در زمینه ایمنی خودرو، انجام گرفت و در تست تصادف دارای گواهی یورو ان‌سی‌ای‌پی می‌باشد. این مدل در ایران هم توسط پارس خودرو مونتاژ و عرضه می‌شد. تولید این خودرو در سال ۲۰۰۸ متوقف و با مگان نسل سوم جایگزین شد.

### مشخصات فنی مگان عرضه شده در ایران[۲]
- گیربکس

1. نوع گیربکس:اتوماتیک- ۴سرعته AL4 برای پیشرانه ۲۰۰۰

و ۵ سرعته دستی برای پیشرانه ۱۶۰۰ و شش سرعته دستی برای پیشرانه ۲۰۰۰ به تعداد محدود
- موتور

1. نوع موتور:خطی- F4R17v
2. تعداد سیلندر - تعداد سوپاپ:۴سیلندر -۱۶سوپاپ
3. حجم موتور :cc1998 و1598cc
4. حداکثر قدرت:132 hp@5500rmp
5. حداکثر سرعت:۱۹۵

- فرمان

1. نوع فرمان:الکتریکی

- سیستم تعلیق

1. سیستم تعلیق جلو:مک فرسون ببا بازوی چهارگوش و میله موج گیر
2. سیستم تعلیق عقب:میله پیچشی با نقاط اتصال بیرونی

- ترمز

1. جلو:دیسکی تهویه شونده
2. عقب:دیسکی

## رنو مگان نسل سوم (۲۰۰۸–۲۰۱۶)

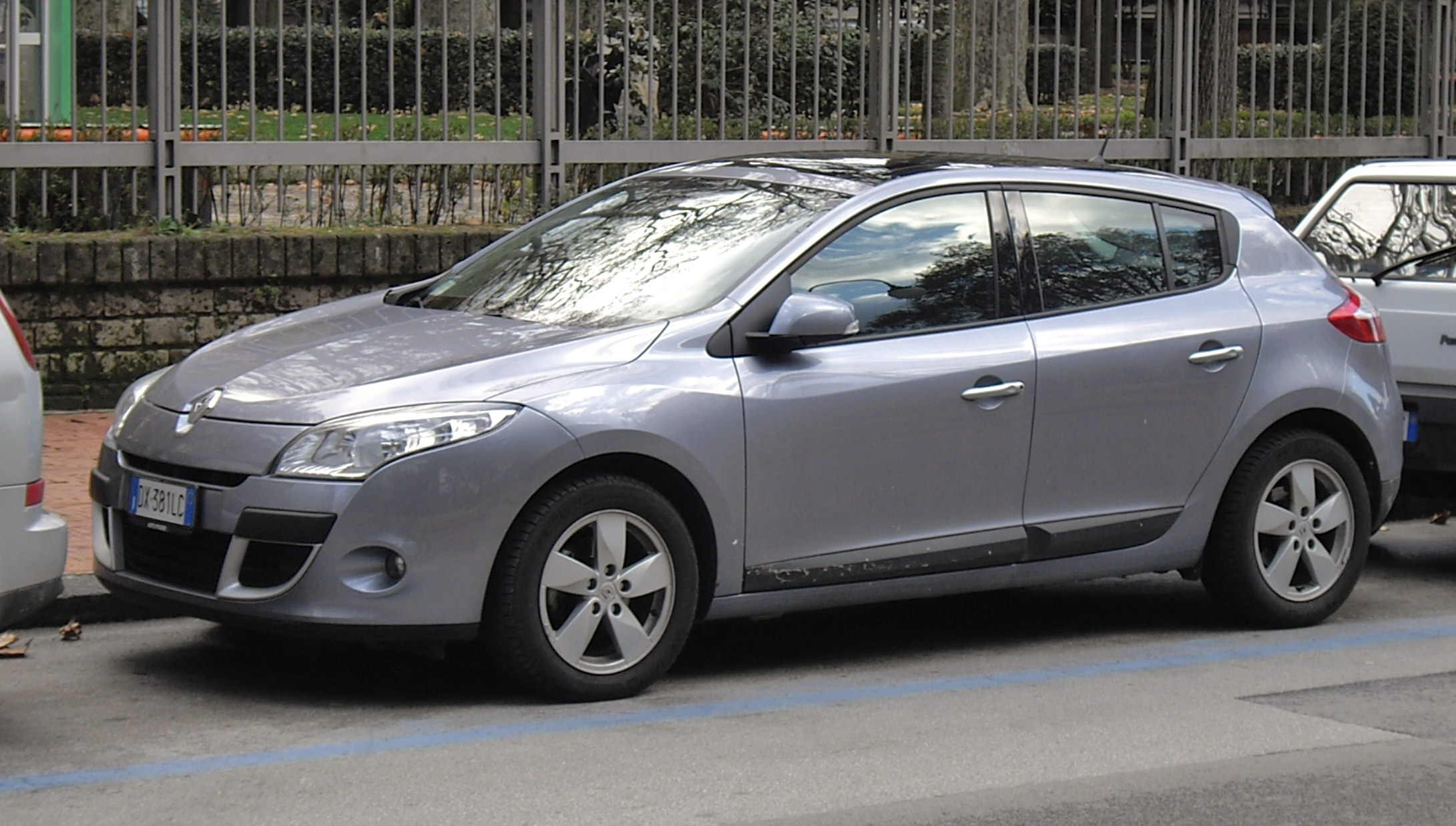
رنو مگان نسل سوم

نسل سوم این خودرو در سال ۲۰۰۸ میلادی رونمایی و در سال ۲۰۰۹ به بازارهای جهانی ارائه شد. این نسل از رنو مگان که تا سال ۲۰۱۶ میلادی در خط تولید قرار داشت، هماهنگی ظاهری نسبی با سایر تولیدات شرکت رنو داشت و در دو گونه پنج در استیشن با نام Sport Tourer، پنج در هاچ بک (Hatchback) و کوپه تولید شد. نسل سوم رنو مگان از سال ۲۰۱۳ تا ۲۰۱۶ توسط شرکت نگین خودرو عرضه می‌شد. به‌دلیل این‌که در بدو ورود این خودرو به ایران نسل دوم مگان با همین نام توسط شرکت پارس خودرو همچنان در حال مونتاژ بود؛ برای تاثیر نگذاشتن روی این خودرو و نیز وجود قوانینی که واردات خودرو با نام رنو مگان را منحصر به پارس خودرو می‌نمود؛ این خودرو در بازار ایران با نام رنو اسکالا عرضه شد.

## رنو مگان نسل چهارم (۲۰۱۶-کنون)

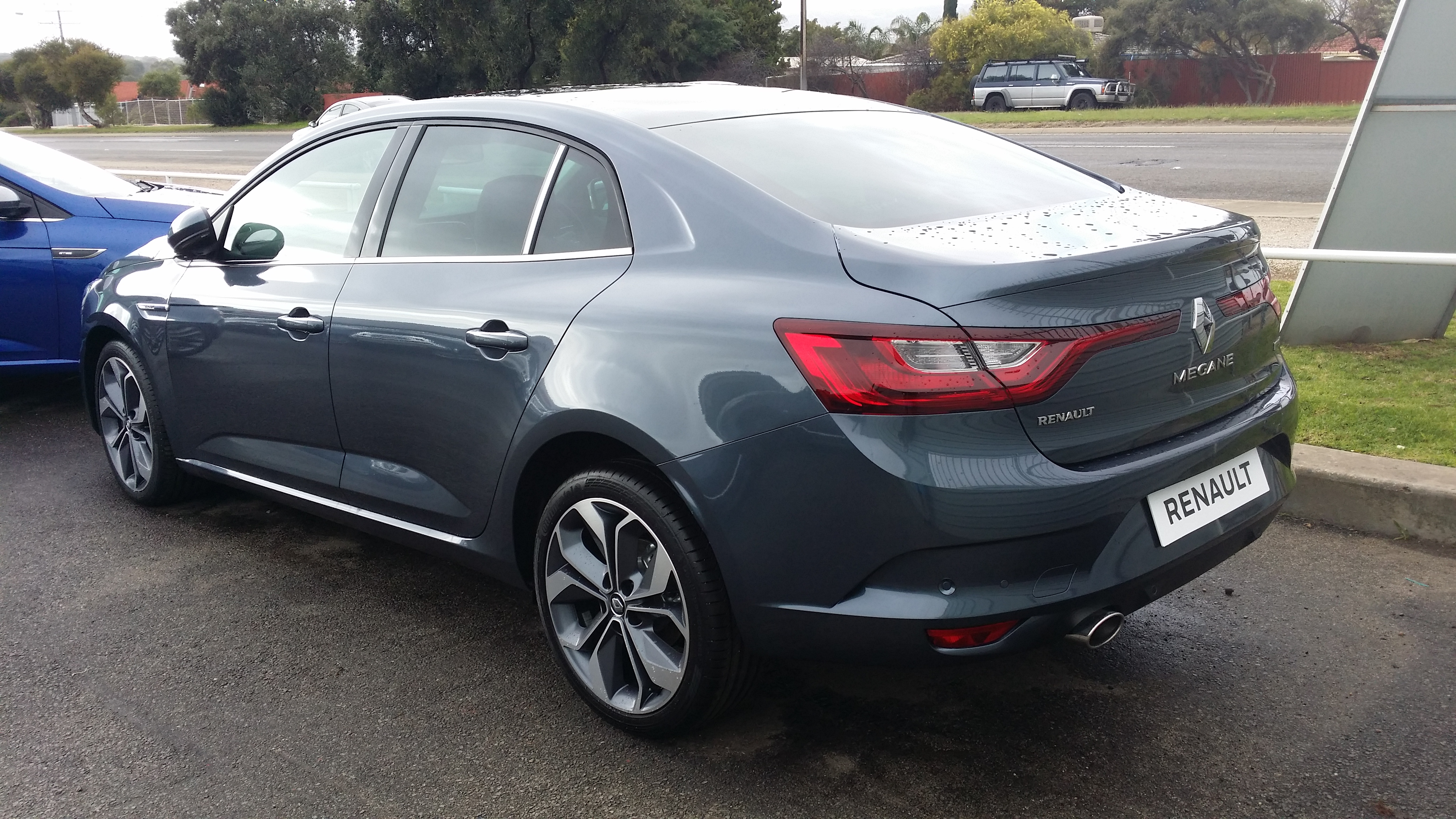
رنو مگان نسل چهارم (سدان)

رنو مگان نسل چهارم یک خودروی کوچک خانوادگی بوده که رقبایی مانندفورد فوکوس، پژو ۳۰۸ و فولکس واگن گلف را پیش رو دارد. این خودرو از پلت فرم یکسانی با مدل شاسی بلند کاجار سود می‌برد.

### تیپ‌ها
تیپ Signature Nav رنو مگان مدل سال ۲۰۱۷ مجهزترین و لوکس‌ترین نمونه این خودرو به حساب می‌آید. این تیپ تجهیزاتی مانند صندلی‌های تمام چرمی، غربیلک فرمان روکش شده با ناپا (نوعی چرم با کیفیت بالا) و آینه عقب با قابلیت کاهش نور خودکار را در خود جای داده است.

## نگارخانه

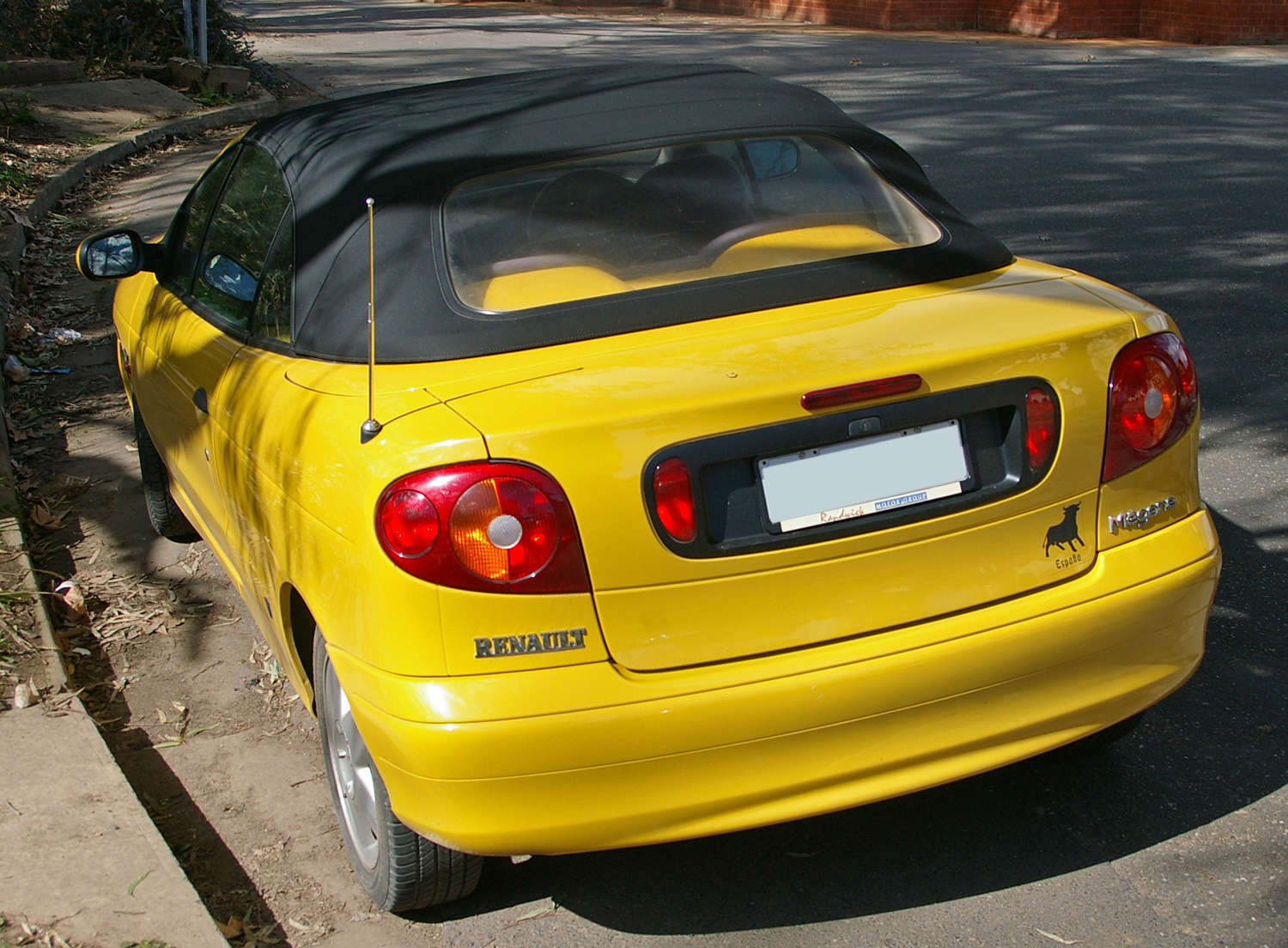
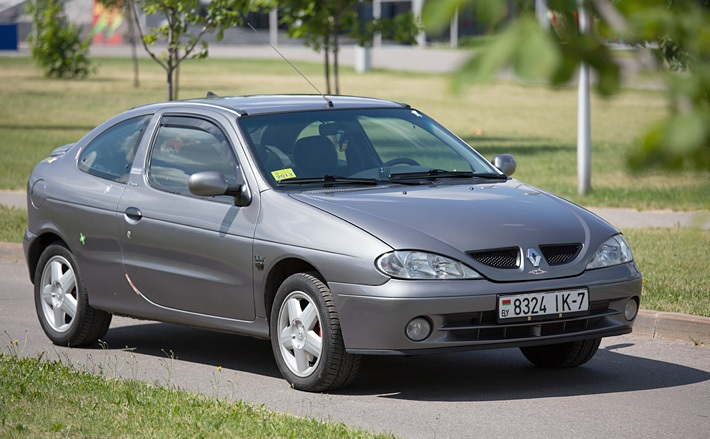